# Progress 18
Progress 18 (in russo Прогресс 18?) è stato un veicolo spaziale sovietico da carico di classe Progress senza equipaggio, lanciato nell'ottobre 1983 per rifornire la stazione spaziale Salyut 7.

## Navicella spaziale
La Progress 18 era una navicella spaziale Progress 7K-TG che ha effettuato Il 18° lancio dei quarantatré previsti dal programma, avente numero di serie 118.Il veicolo spaziale Progress 7K-TG era un Progress di prima generazione, derivato dalla Soyuz 7K-T e destinato a missioni logistiche senza equipaggio diretta a stazioni orbitanti a sostegno del programma Salyut. In alcune missioni i veicoli spaziali vennero utilizzati anche per correggere l'orbita della stazione spaziale.
La navicella Progress aveva una massa a vuoto di 6 520 chilogrammi (14 370 lb), incrementata a circa 7 020 chilogrammi (15 480 lb) con serbatoi pieni. Misurava 7,48 metri (24,5 ft) di lunghezza e 2,72 metri (8 ft 11 in) di diametro.
Ogni veicolo spaziale poteva imbarcare fino a 2 500 chilogrammi (5 500 lb) di carico utile, costituito da materiale solido e propellente. La navicella era alimentata da batterie chimiche e poteva operare in volo per un massimo di tre giorni, rimanendo attraccata alla stazione fino a trenta.

## Lancio
Progress 18 fu lanciata il 20 ottobre 1983 dal cosmodromo di Baikonur nella SSR kazaka mediante un razzo Soyuz-U.

## Attracco
Il Progress 18 attraccò al porto di poppa di Salyut 7 il 22 ottobre 1983 alle 11:34 UTC e fu sganciato il 13 novembre 1983 alle 03:08 UTC.

## Sgancio
La navicella rimase in orbita fino al 16 novembre 1983, quando fu deorbita. L'uscita dall'orbita è avvenuta alle 04:18 UTC.